# Liste der Baudenkmale in Eltham
Die Liste der Baudenkmale in Eltham umfasst alle vom New Zealand Historic Places Trust (NZHPT) als „Historic Place“ oder „Historic Area“ eingestuften Baudenkmale und Flächendenkmale der neuseeländischen Ortschaft Eltham. Die Angaben stammen aus dem Register des NZHPT. Die Bezeichnungen der Baudenkmale orientieren sich an diesem Register. In die Liste werden auch bekannte Wahi Tapu (Area), kulturell und religiös bedeutsame Stätten und Gebiete der Māori, aufgenommen. Sie werden jedoch meist nicht publiziert.

| Bild                         | Bezeichnung                                      | Ort    | Anschrift                                | Beschreibung                                                     | Bauzeit                   | Eintrag           | Nummer | Kat. |
| ---------------------------- | ------------------------------------------------ | ------ | ---------------------------------------- | ---------------------------------------------------------------- | ------------------------- | ----------------- | ------ | ---- |
| Bank of New Zealand (former) | Bank of New Zealand (former)                     | Eltham | 51 Bridge Street Karte                   | ehemalige Bankfiliale                                            | n.a.                      | 1. September 1983 | 0826   | 2    |
| Eltham Courthouse (Former)   | Eltham Courthouse (Former)                       | Eltham | 48 Railway Street und Burke Street Karte | ehemaliges Gerichtsgebäude                                       | n.a.                      | 1. September 1983 | 0827   | 2    |
| BW                           | Municipal Building                               | Eltham | 3 Stanners Street Karte                  | Gemeindeverwaltung                                               | 1910–1911                 | 1. September 1983 | 0828   | 2    |
| BW                           | Post Office (Former)                             | Eltham | 45 Bridge Street Karte                   | Postamt, ehemaliges                                              | 1904                      | 1. September 1983 | 0830   | 2    |
| BW                           | St Joseph’s Church (Catholic, Original Building) | Eltham | 29 Stanners Street Karte                 | Kirche, katholische                                              | n.a.                      | 1. September 1983 | 0831   | 2    |
| BW                           | Shop                                             | Eltham | 123 Bridge Street Karte                  | Laden                                                            | 1911                      | 1. September 1983 | 0832   | 2    |
| BW                           | Shop                                             | Eltham | 125 Bridge Street Karte                  | Laden                                                            | 1911 (Angabe auf Fassade) | 1. September 1983 | 0833   | 2    |
| BW                           | Westpac Building                                 | Eltham | Bridge Street und York Street Karte      | Bankfiliale, heute Sitz der historischen Gesellschaft von Eltham | n.a.                      | 1. September 1983 | 0834   | 2    |
| BW                           | St Joseph’s Convent School (Former)              | Eltham | 39-41 Stanners Street Karte              | Schule, ehemalige                                                | 1923                      | 1. September 1983 | 2719   | 2    |
| BW                           | Eltham Town Hall                                 | Eltham | 5 Stanners Street Karte                  | Stadthalle                                                       | 1911                      | 1. September 1983 | 7127   | 2    |